# Pedro de la Gasca
Pedro de la Gasca (Navarregadilla, agosto 1493 – Sigüenza, 13 novembre 1567) è stato un vescovo cattolico, diplomatico e generale spagnolo, nonché secondo viceré del Perù dal 10 aprile 1547 al 27 gennaio 1550.

## Biografia
Pedro de la Gasca studiò presso l'Università di Salamanca e di Alcalá. Divenne sacerdote ed avvocato, e fu famoso per la sua intelligenza. Nel 1522 si arruolò nell'esercito. Nel 1542 era il rappresentante di re Carlo V nei negoziati con il Papa ed Enrico VIII d'Inghilterra, ruolo che richiedeva grandi capacità diplomatiche.
Gonzalo Pizarro, fratello del conquistatore del Perù, si ribellò uccidendo il viceré Blasco Núñez Vela in battaglia nel 1546, e tentando di farsi incoronare re. L'imperatore, reduce da una guerra disastrosa, non era in grado di mandare un esercito contro Pizarro. Incaricò invece Gasca di riportare la pace, nominandolo presidente dell'Audiencia e garantendogli illimitata autorità per punire o perdonare i ribelli.
Gasca salpò dalla Spagna nel maggio del 1546, senza truppe o soldi. Con lui c'erano due missionari domenicani e pochi servi.
Giunse a Panama, presentandosi come mediatore incaricato di ristabilire la pace, garantendo un'amnistia generale. Gasca disse che se non fosse riuscito a raggiungere l'obbiettivo, una flotta reale di 40 navi e 15 000 uomini era pronta a salpare da Siviglia a giugno, per ristabilire l'ordine con le cattive maniere. La flotta di Pizarro si trovava a Panama, e le capacità diplomatiche di Gasca ebbero la meglio su Pizarro, riuscendo a convincerlo.
Gonzalo Pizaro, comunque, rifiutò di sottomettersi e fuggì segretamente a Cuzco, dove sapeva di trovare truppe a lui leali. Gasca, scortato da quasi l'intera flotta di Pizarro, approdò a Tumbes nel 1547. In una dichiarazione ufficiale chiedeva ai buoni cittadini di unirsi a lui nel tentativo di riportare la pace. In un altro proclama garantiva l'amnistia a tutti i disertori, promettendo anche ricompense a coloro che, con le armi, avrebbero appoggiato la corona spagnola. Abrogò anche le Leggi nuove, il motivo per cui era scoppiata la rivolta.
In poco tempo Gasca riunì un buon esercito. Ne prese il comando e marciò su Cuzco nel dicembre del 1547. Pizarro si presentò sulla pianura di Xaguijagana con una forza considerevole, ma Gasca, basandosi più sulle capacità diplomatiche che su quelle militari, iniziò a trattare con gli ufficiali di Pizarro, ottenendo promesse e giuramenti. I due eserciti si incontrarono il 9 aprile 1548 nella valle di Cuzco, nei pressi di Sacsayhuamán o di Jaquijahuana. Molti degli ufficiali e dei soldati di Pizarro passarono dalla parte di Gasca, con l'eccezione di Francisco de Carvajal, soprannominato il Demone delle Ande. Gli uomini del re vinsero lo scontro, senza dover sparare un solo colpo.
Gasca fece giustiziare Pizarro ed alcuni dei suoi più importanti seguaci, compreso de Carbajal. Fece disperdere i ribelli, premiare i fedeli al re, e perdonare la maggior parte dei ribelli. Riorganizzò l'amministrazione della giustizia e la raccolta delle tasse, ed emanò molte regole contro l'oppressione dei nativi americani. Gasca fu discreto e prudente, ma inflessibile nella sua devozione al dovere.
Nel 1549 lasciò i propri poteri all'Audiencia. Il 27 gennaio 1550 partì dal Perù per tornare in Spagna. Al suo arrivo fu nominato vescovo di Palencia da Carlo V. Nel 1561 Filippo II lo spostò nella sede vescovile di Sigüenza.

## Genealogia episcopale e successione apostolica
La genealogia episcopale è:
- Vescovo Juan Tormo
- Vescovo Pedro de la Gasca

La successione apostolica è:
- Arcivescovo Francisco Blanco Salcedo (1556)

## Opere
- Relación de las provincias que hay en la conquista de Chuquimaio por Pedro de La Gasca. Perú, 1549